# 古屋哲男
古屋 哲男（ふるや てつお、1915年3月14日- 2009年11月27日 ）は、日本の経営者。富国生命保険社長、会長を務めた。

## 来歴・人物
山梨県出身。1936年に早稲田大学商科を卒業し、同年に富国生命保険に入社した。1963年5月に取締役に就任し、1965年5月に常務、1968年85月に専務を経て、1971年3月に社長に就任。1991年4月に会長に就任し、1997年7月に相談役に就任。東武鉄道・アサヒビール・昭和電工・日清紡績各監査役、富士急行・後楽園スタジアム各取締役、日本航空顧問なども歴任した。
1975年9月に藍綬褒章を受章した。
2009年11月27日、肺炎のために死去。94歳没。